# سكوت لورد
سكوت لورد (بالإنجليزية: Scott Lord)‏ هو محامي وقاضي وسياسي أمريكي، ولد في 11 ديسمبر 1820، وتوفي في 10 سبتمبر 1885. حزبياً، نشط في الحزب الديمقراطي. وقد انتخب عضو مجلس النواب الأمريكي.